# Vormela peregusna
Vormela peregusna là một loài động vật có vú trong họ Chồn, bộ Ăn thịt. Loài này được Güldenstädt mô tả năm 1770.

## Hình ảnh

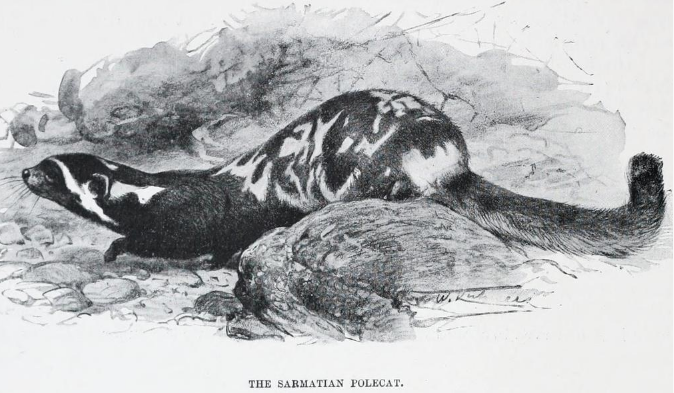

- Tập tin:MSU V2P1b - Vormela peregusna pelts.png
- Tập tin:MSU V2P1b - Vormela peregusna sketch.png